# Actinodaphne glaucina
Actinodaphne glaucina är en lagerväxtart som beskrevs av C.K. Allen. Actinodaphne glaucina ingår i släktet Actinodaphne och familjen lagerväxter. Inga underarter finns listade i Catalogue of Life.